# Robert Streibel
Robert Streibel (* 27. Jänner 1959 in Krems an der Donau, Niederösterreich) ist österreichischer Historiker, Autor und Lyriker.

## Leben
Robert Streibel studierte in Wien Geschichte, Germanistik, Theaterwissenschaft und Kunstgeschichte und promovierte bei Erika Weinzierl am Institut für Zeitgeschichte der Universität Wien. Beruflich ist er seit 1987 im Erwachsenen- und Weiterbildungsbereich beim „Verband Wiener Volksbildung“ für Öffentlichkeitsarbeit tätig. Von 1999 bis 2024 war er auch Direktor einer Volkshochschule in Wien-Hietzing.
Es gibt zahlreiche Veröffentlichungen von ihm aus historischen Forschungsprojekten zum Nationalsozialismus, zum Judentum und Exil, mit den Schwerpunkten Niederösterreich und seiner Geburtsstadt Krems an der Donau.
Außerdem publizierte er in Literaturzeitschriften, einen Gedichtband und Filme. Er ist freier Mitarbeiter der Wochenzeitung Die Furche (Literaturkritik) und der Tageszeitung Die Presse.

## Werke
Geschichte
- Plötzlich waren sie alle weg. Die Juden der „Gauhauptstadt Krems“ und ihre Mitbürger. Picus, Wien 1991, ISBN 3-85452-223-1.
- Das fünfte Pseudonym. Das Leben des Lagerhäftlings und Humoristen Boris Brainin. In: Hans Schafranek (Hg.): Die Betrogenen. Österreicher als Opfer stalinistischen Terrors in der Sowjetunion. Picus, Wien 1991, ISBN 3-85452-219-3.
- Die Stadt Krems im Dritten Reich. Alltagschronik 1938–1945. Picus, Wien 1993, ISBN 3-85452-248-7.
- Februar in der Provinz. Eine Spurensicherung zum 12. Februar 1934 in Niederösterreich. Edition Geschichte der Heimat, Grünbach 1994, ISBN 3-900943-20-6.
- mit Hans Schafranek (Hrsg.): Strategie des Überlebens. Häftlingsgesellschaften in KZ und GULag. Picus-Verlag, Wien 1996, ISBN 3-85452-401-3.
- mit Gerhard Bisovsky, Hans Schafranek: Der Hitler-Stalin-Pakt. Voraussetzungen, Hintergründe, Auswirkungen. Wien 1990.
- Kündigungsgrund Nichtarier. ISBN 3-902167-04-1[3]
- Eugenie Schwarzwald und ihr Kreis. Picus, Wien 1996, ISBN 3-85452-294-0.
- Krems 1938–1945. Eine Geschichte von Anpassung, Verrat und Widerstand. Verlag Bibliothek der Provinz, Weitra 2014, ISBN 978-3-99028-330-1.
- Bürokratie & Beletage. Ein Ringstraßenpalais zwischen „Arisierung“ und spätem Recht. Palais Schwab, Mandelbaum Verlag, Wien 2015, ISBN 978385476-464-9.
- Krems. Das Ende der Verdrängung. Verlag Bibliothek der Provinz, Weitra 2024, ISBN 978-3-99126-206-0.

Romane
- April in Stein, Roman, Residenz Verlag, Salzburg/Wien 2015, ISBN 978-3-7017-1649-4
- Der Wein des Vergessens, Roman, gemeinsam mit Bernhard Herrmann, Residenz Verlag, Salzburg/Wien 2018, ISBN 978-3-7017-1696-8

Lyrik
- Sieben Schritte in den Raum. Gedichte. Edition Selene, Wien 2003, ISBN 3-85266-204-4.[4]
- Weltgericht auf Besuch. Gedichte der letzten sieben Jahre. Resistenz Verlag, 2011, ISBN 978-3-85285-206-5.
- Pilgers Paradies und Hölle. Gedichte. Verlag Bibliothek der Provinz, Weitra 2017, ISBN 978-3-99028-639-5.

Herausgeberschaft
- mit Kurt Schmid: Der Pogrom 1938 – Judenverfolgung in Österreich und Deutschland. Aufsatzsammlung der VHS Brigittenau 1988, Picus, Wien 1990, ISBN 3-85452-213-4.
- Hans-Czermak-Preis: Lesebuch – Artikel, Literatur und Projekte für eine gewaltfreie Erziehung. Edition Volkshochschule, Wien 1998.
- mit Angelica Bäumer, Reinhold Egerth, Christine Pirker: Seinerzeit ausgewandert nach Palästina. Kunstkatalog 1999.
- mit Markus Vorzellner: Adorno hören – Von der Sprache des Denkens. Edition Volkshochschule, Wien 2005, ISBN 3-900799-68-7.

Filmografie
- Starker Tobak – Kurzfilm der VHS Hietzing zum 60. Geburtstag, (Regie), mit Barbara Rett, Wilhelm Filla, Manfred Schindler, Wien 2007. Online youtube.com 9:45min
- Lesung aus dem Buch der Offenbarungen 1. Kurzfilm der VHS Hietzing: Das Kursprogramm nach der Pisa-Studie, Wien 2007. Online youtube.com 7:14min
- Three wise men. Kurzfilm der EU Lernpartnerschaft NEFOMA im Rahmen von Grundtvig 2, (Regie), mit Karin Beckham, Maureen Buchanan, Siegfried Sorz u. a., Wien 2007 Online youtube.com 2:20

## Auszeichnungen
- 1997: Willy und Helga Verkauf-Verlon Preis des DÖW
- 2008: Preis der Stadt Wien für Volksbildung
- 2015: Leon-Zelman-Preis
- 2022: Wappenplakette in Gold der Stadt Krems an der Donau[5]